# Manuel José Quintana
Manuel José Quintana (Madrid, 11 de Abril de 1772 – Madrid, 11 de Março de 1857) foi um poeta, biógrafo, político e homem de letras espanhol.

## Biografia
Na Universidade de Salamanca estudou leis e filosofia, sendo discípulo de Juan Meléndez Valdés. Na sua formação assimilou um forte cunho neoclássico e racionalista, sendo admirador do enciclopedismo francês. Conviveu na Universidade com os escritores Gaspar Melchor de Jovellanos e Nicasio Álvarez de Cienfuegos.
Depois de completar os seus estudos em Salamanca exerceu advocacia, mas passou a interessar-se pelas belas letras, publicando poesia e obras dramáticas, e tendo um crescente envolvimento na vida política, em particular durante e após as invasões francesas.
Em 1801, Quintana publicou uma tragédia intitulada El duque de Viseo, inspirada na obra Castle Spectre de Matthew Gregory Lewis, sem grande sucesso. Seguiu-se a obra patriótica de inspiração histórica Pelayo (1805), que teve grande sucesso dados os tempos conturbados que então se viviam. Depois dedicou-se aos escritos biográficos, publicando Vidas de Españoles Célebres (Madrid, 1807), colectânea biográfica de forte cunho patriótico.
Em plena crise causada pelas invasões napoleónicas, foi nomeado secretário das Cortes espanholas e da sua Junta Suprema, tendo publicado odes e proclamações que serviram para inflamar o sentimento patriótico espanhol. Em 1808 publicou as suas Poesías patrióticas e fundou o Semanario patriótico, que publicou primeiro em Madrid depois em Cádiz.
Foi nomeado em 1814 como sócio da Real Academia Espanhola, gozando de grande reputação entre os intelectuais liberais e sendo considerado um dos seus grandes poetas patrióticos.
Apesar do seu evidente patriotismo, após o retorno de Fernando VII de Espanha foi preso e mantido na cadeia em Pamplona entre 1814 e 1820. Depois de libertado e reabilitado, na sequência do levantamento de Riego, foi nomeado para o funcionalismo público, tendo reiniciado a sua ascensão social.
Restituído aos seus cargos, foi ministro do Consejo Real (1834) e presidente da Dirección de Estudios (1836). Nomeado preceptor da jovem futura rainha Isabel II de Espanha (1840), foi elevado a senador e laureado com o título de poeta de Espanha em 1855.
Os seus poemas, em número de 34, são inspirados por sentimentos de filantropia e de patriotismo. Apesar do seu estilo ser por vezes afrancesado e considerado como superficial, aproximando-se do neoclassicismo da geração anterior, a sua nobreza de sentimento e a força retórica da sua escrita cativaram várias gerações de espanhóis. A temática da sua obra aproxima-o dos escritores românticos posteriores.
Quintana faleceu em Madrid com 84 anos de idade, sendo então considerado um dos autores marcantes da literatura espanhola do início do século XIX. Hoje a sua obra está em boa parte esquecida.

## Obra publicada
Para além de múltiplos discursos e proclamações, Quintana é autor das seguintes obras principais:
- A la paz entre España y Francia (1795), ode;
- Al combate de Trafalgar (1805), ode;
- Colección de poesías castellanas (1807), antologia poética;
- Poesías patrióticas (1808), poesia de combate político;
- La musa épica (1833), antologia poética,
- El duque de Viseo (1801), teatro;
- Pelayo (1805), teatro;
- Vidas de Españoles Célebres (1807, 1830 e 1833), 3 volumes de biografias e panegíricos;
- Cartas a lord Holland (1852), polémica política.